# Aphis spiraecola

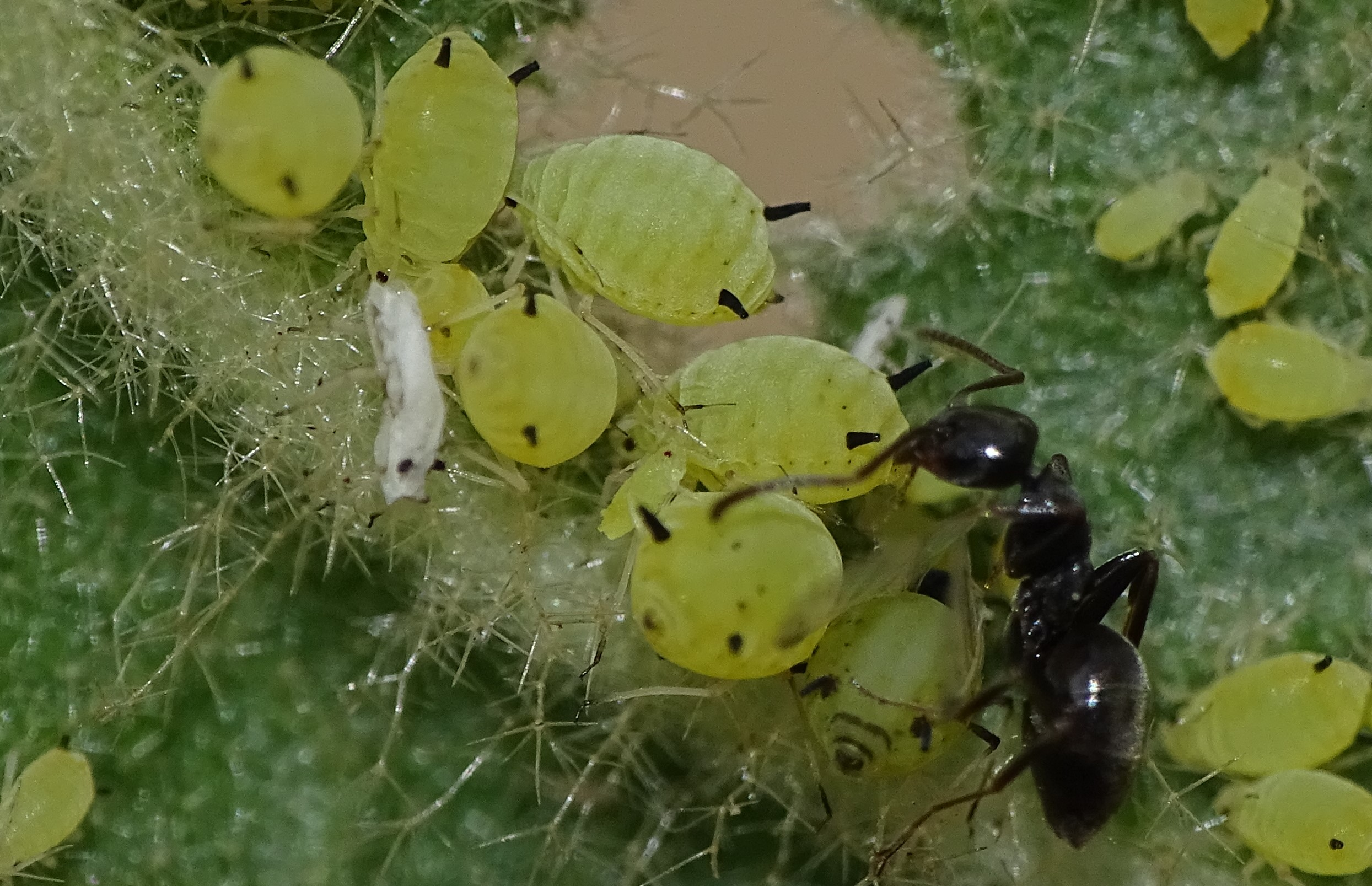
Aphis spiraecola

Aphis spiraecola, el pulgón verde de los cítricos (antiguamente conocido como Aphis citricola), es una especie de insecto homóptero de la familia Aphididae.
Es considerada polífaga ya que se alimenta de rosáceas, compuestas, umbelíferas y rutáceas (cítricos). Sin embargo, su relevancia reside en ser una de las principales especies plaga de los citrus (también es plaga del cacao, manzana y papaya. Los daños que causa esta especie (al igual que otros pulgones) son daños directos por alimentación en brotes y transmisión de enfermedades, entre las cuales destaca el virus de la tristeza.

## Descripción

### Morfología
Como en muchas colonias de pulgones coexisten inmaduros y adultos, tanto alados como ápteros. Los adultos ápteros de esta especie se caracterizan por ser verdes pero con la cauda y los cornículos negros.

### Desarrollo
En condiciones favorables, se multiplican con gran rapidez por lo que pasan a ser plaga con frecuencia. Son especialmente perjudiciales en zonas citrícolas en las que se alterna una estación fría con una cálida en la que se concentra la aparición de nuevos brotes durante la primavera (finales de abril, principios de mayo en el levante español).

### Localización en la planta
Se localizan y alimentan de los brotes tiernos, flores y pequeños frutos de los cítricos.

## Daños en los cultivos
Esta especie en particular causa importantes deformaciones en los brotes, enrollando las hojas de tal forma que queda protegido en el envés. La producción de melaza por parte de esta especie es relativamente escasa. En general, los naranjos son menos susceptibles a esta plaga que los clementinos ya que su vegetación se endurece más rápido. Esta especie no está considerada una de las principales especies de áfidos transmisoras de enfermedades.

## Control

### Control biológico
Los pulgones de los cítricos tienen numerosos enemigos naturales entre los que destacan:
- Parasitoides: Los bracónidos Lysiphlebus testaceipes, Trioxys angelicae y Aphidius matricariae.[2]
- Depredadores: larvas del díptero Aphidoletes aphidimyza, la crisopa Chrysoperla carnea y los coccinélidos Propylea 14-punctata y Scymnus spp.

### Control químico
Al comienzo de la invasión es cuando se consigue un mejor control químico de la plaga. En estos momentos iniciales de la infestación se deben utilizar insecticidas de contacto. En caso de que la plaga sea ya abundante y las hojas de los brotes ya estén enrolladas será necesario usar insecticidas sistémicos. Algunos productos autorizados (2015) para el tratamiento de pulgones son: etofenprox, clorpirifos, pirimicarb o tiametoxam. 
Para saber que productos químicos se pueden utilizar para combatir esta plaga es recomendable acudir al registro de productos fitosanitarios permitidos del país donde se encuentra el cultivo. En el caso de España es el Registro de productos fitosanitarios permitidos (España) Archivado el 17 de agosto de 2015 en Wayback Machine.
En todo caso, es muy recomendable contar con los servicios de un asesor técnico de cultivos antes de tomar ninguna medida de control químico.